# ГЕС Пірттікоскі
ГЕС Пірттікоскі (фін. Pirttikosken voimalaitos) — гідроелектростанція на півночі Фінляндії у провінції Лапландія. Входить до каскаду на річці Кемійокі (впадає у північну частину Ботнічної затоки), знаходячись між ГЕС Сейтакорва (вище за течією) та Ванттаускоскі.
Станція, споруджена у 1956—1959 роках, є єдиною виконаною за дериваційною схемою серед потужних ГЕС у нижній течії Кемійокі. Дві невеличкі греблі перекривають ліву та праву протоки і забезпечують подачу води до підземного машинного залу. Відвідний канал, який транспортує відпрацьовану воду, приєднується до річки за 2,5 км на захід від греблі та за 6 км нижче за течією (в цьому району Кемійокі описує вигнуту на південь дугу).
Машинний зал первісно був обладнаний двома турбінами типу Каплан загальною потужністю 110 МВт, які при напорі у 26 метрів забезпечували середньорічне виробництво на рівні 579 млн кВт·год електроенергії. У кінці 2000-х років ГЕС Пірттікоскі модернізували, збільшивши її потужність до 152 МВт (втім, це майже не вплинуло на річний обсяг виробництва, який тепер повинен становити 581 млн кВт·год).